# Mojsije
Mojsije (hebr. מֹשֶׁה‎, Mōšæ; starogrč. Μωυσῆς i Μωσῆς, Mō(y)sēs; arap. مُوسَى, Mūsâ) je, prema biblijskim starozavjetnim knjigama, bio prorok, duhovni vođa izraelskoga naroda i zakonoša. Bio je sin Amrama i Jokebed te brat Mirjam i Arona. U Knjizi Izlaska opisuje se njegovo vodstvo u izbavljanju Izraelaca iz egipatskoga ropstva i primanje Deset zapovijedi na Sinaju od Jahve. Među starozavjetnim likovima u kojima je Crkva gledala nagovještaj Krista, Mojsije ima značajnu ulogu (zajedno s kraljem Davidom), pa su nastale mnoge usporednice između njihovih života.

Zaključak Knjige Ponovljenoga zakona sažima Njegov život i značaj u povijesti spasenja: 
| Ne pojavi se više prorok u Izraelu ravan Mojsiju – njega je Jahve poznavao licem u lice! – po svim onim znakovima i čudesima u zemlji egipatskoj za koja ga je Jahve slao da ih učini na faraonu, na svim službenicima njegovim i na svoj zemlji njegovoj, po onoj moćnoj ruci njegovoj i po svim onim velikim zastrašnim djelima koja učini na oči svega Izraela.— Pnz 34, 10-12 |

## Rani život
Bojeći se množenja Izraelaca u Egiptu, faraon (možda Ramzes II.) naredi da se pobiju sva muška novorođenčad. Mojsijeva majka načini košaricu od papirusove trstike, oblijepi je smolom i paklinom, u nju stavi dijete i položi ga u trstiku na obali Rijeke (Nila). Faraonova kći i njezine sluškinje prepoznaše ga kao malog Izraelca. Tako je i dobio ime Mojsije, što na starom hebrejskom znači: "Iz vode izvađen". Mojsijeva sestra, koja je sve to promatrala, reče faraonovoj kćeri da će potražiti dojilju među Hebrejkama da joj doji dijete. Faraonova kći pristade i tako Mojsije bude vraćen majci. Njegova majka postade mu dadilja i on odrasta u izraelskom domu. Kasnije je doveden na faraonov dvor. U povijesti Mojsije je izuzetno zanimljiv zbog samih početaka povijesti Izraela. Mojsije je pisac 5 biblijskih knjiga (Postanak, Izlazak, Levitski Zakonik, Brojevi i Ponovljeni Zakon). Prvih pet knjiga u Bibliji se nazivaju Mojsijevo Petoknjižje ili Tora. Židovi i danas poštuju Petoknjižje. Sadržaj Mojsijevih knjiga počinje od samog stvaranja svijeta i prva knjiga je napisana 1513. pr. n. e. u pustoši. Mojsija posvoji faraonova kći. Jednom zgodom na dvoru faraon u šali metne svoju krunu Mojsiju na glavu, ali je on odmah zbaci i izgazi nogama (Josip Flavije, Antiquitates Iudaicae 2, 9:7). To dvorani shvate kao kobni predznak da će Mojsije zbaciti faraona. Da ga iskušaju, donesoše mu dvije zdjele, jednu punu žeravice, a drugu trešanja, ili, po drugoj verziji, prsten optočen rubinima. Mojsije, koga je vodio anđeo, uzme žeravice, stavi je u usta i opeče se. Time dokaže da u njemu nema nikakve izdajničke nakane. To je kasnija hebrejska legenda, kojoj je, vjerojatno, bila svrha da objasni očitu Mojsijevu govornu manu: "Ja sam u govoru spor, a na jeziku težak" (Izl 4, 10).

## Izgnanstvo
Izraelci su u Egiptu bili ugnjetavana nacija. Mojsije jednom ugleda kako neki Egipćanin tuče Izraelca; osvrnuvši se da tkogod ne gleda, ubije ugnjetača. Zakopa tijelo u pijesak, no za to se brzo pročulo, i faraon zaprijeti Mojsiju smrću. On uteče u midjansku zemlju. (Izl 2, 11-15)
Mojsije je danima lutao pustinjom i žeđao, kada naiđe na studenac. Na studencu susrete sedam kćeri midjanskoga svećenika Jitra. Pastiri im ne dadoše da naliju vode u pojila da napoje očevo stado. Mojsije ih obrani i sam napoji ovce. Upoznavši se tako, bude primljen u dom oca njihova. Oženi se Siporom, jednom od sestara.
Čuvajući tastove ovce, Mojsije dođe do brda Horeba, gdje mu se ukaza gorući grm koji ne mogaše dogorjeti. Bog mu progovori iz grma i reče da je njemu suđeno da Izraelce izbavi iz ruku tlačitelja, Egipćana, i da ih povede u Kanaan, "zemlju kojom teče med i mlijeko". (Izl 3,1-10)

## Povratak u Egipat i oslobođenje Izraelaca
Mojsije, kao oruđe Božje, pusti na Egipat cijeli niz nevolja kako bi faraona nagnao da pusti Izraelce iz ropstva. Ali je faraon bivao svaki put sve tvrdokorniji. Najposlije mu bude zapriječeno da će biti pobijeni sinovi prvenci svih Egipćana, pa i njegov. U isto doba Izraelcima bude rečeno da se prihvate posebnih priprema za polazak: valjalo je da zakolju po janje i da njegovom krvlju načine znak - po predaji: tau-križ (T) - na dovratnicima i na nadvratniku svojih kuća; trebalo je da pečene janjetine jedu opasanih bokova, s obućom na nogama i sa štapom na ruci. Te noći dođe anđeo zatornik, ali mimoiđe Izraelce, kojima su kuće bile zaštićene znakom na nadvratniku, i pobije samo egipatske prvorođence. Ta nesreća slomi faraonovu tvrdokornost, i on pusti Izraelce.

## U pustinji
Kako bi vodio Izraelce iz Egipta, Bog im na početku putovanja u obećanu zemlju pokazivaše stup od oblaka danju i stup od ognja noću. Kad ču da su otišli, faraon se dade u potoč (potjeru) za njima s konjicom i bojnim kolima. Stigavši do Crvenoga mora, Mojsije ispruži ruke te vjetar puhne tako da se vode razdvojiše ostavljajući suh prolaz kojim Izraelci prijeđoše. Kad Egipćani nagnu za njima, Mojsije pruži ruke i more se vrati u korito potopivši vojsku egipatsku. Izraelci, na sigurnom na drugoj obali, spjevaše pjesmu zahvalnicu, a Mirjam, sestra Mojsijeva, i druge žene udarahu u bubanj plešući od radosti. (Izl 14,19-31)
U pustinji Izraelci, bojeći se da će umrijeti od gladi, stadoše mrmljati protiv Mojsija i Arona. Zbog mrmljanja i konstantnog prigovaranja Bog ih je kaznio četrdesetgodišnjim lutanjem pustinjom. Ali Bog obeća da će se pobrinuti za njih. A ujutro obilna rosa sve orosila oko tabora. Kad se prevlaka rose digla, površinom pustinje ležao tanak sloj, nešto poput pahuljica. Tvar je imala okus medenoga kolačića (medenjaka), te su je se Izraelci mnogo nakupili. Kako im bijaše nepoznata, prozvaše je mana (od hebr. manhd' = "Što je ovo?").
Izraelci se stadoše u pustinji tužiti na žeđu, pa Mojsije zaište pomoć u Boga, koji mu reče da uzme štap i da udari po pećini na Horebu. Mojsije tako udari, pa se ljudi napiše, a blago se napoji. (Izl 17, 1-7; Br 20, 1-13). Mojsije ovdje čini kardinalnu grešku. Pri samom činu izbijanja vode iz stijene nije dao slavu Bogu i Bog ga kažnjava tako što neće ući u Obećanu zemlju.
Dok su bili u pustinji, Izraelci ratovahu protiv plemena Amalečana. Mojsije se popne na vrh brda da nadgleda bitku, s bratom Aronom i šurjakom Hurom. Dokle bi god Mojsije držao ruke podignute, Izraelci bi, čudom, bili bolji u borbi ali kad bi mu klonule od umora, oni bi uzmicali. Kako se Mojsije bio iscrpio Aron ga i Hur posjedoše na kamen pa mu pridržavahu ruke do sunčeva zalaska, te Amalečani budu potučeni. Njegove su uzdignute ruke postale pralik Kristova križa. (Izl 17, 8-13)
Mojsije prima ploče zakona; Izraelci se klanjaju zlatnom teletu (Izl 19; 20; 32,1-24; 37). Mojsije se popne na brdo Sinaj i od Boga primi dvije kamene ploče na kojima je bilo napisano Deset zapovijedi. Deset zapovjedi naglašavaju isključivu odanost Jahvi, dok zabranjuje druge bogove, obožavanja likova i uzimanja Božje svetog imena na nedostojan način. Izraelcima je zapovijeđeno da drže sabat, da iskazuju čast ocu i majci, zatim zakoni protiv ubojstva, preljubništva, krađe, lažnog svjedočenja, gramzivosti. Na taj način Bog je sklopio savez Zakona s Izraelom kroz posrednika Mojsija. Dok on izbivaše, Izraelci zatražiše od Arona da im načini idole (kumire) kojima bi se klanjali; te on skupi od njih zlatninu i napravi od nje zlatno tele koje postavi na žrtvenik. Vrativši se, Mojsije se razjari na njihova idolopoklonstva, razbi kamene ploče i uništi zlatno tele. Sve spali vatrom i baci u vodu, a Izraelce natera da popiju tu vodu. Poslije se opet vrati na Sinaj i od Boga dobije nove ploče. Mojsije zatim zapisuje Jahvine riječi, prinesene su žrtve i polovica krvi je poprskana na žrtvenik a ostatak krvi je poprskan na knjigu i na sav narod nakon što su potvrdili svoju spremnost da slušaju. Razabravši da Izraelcima treba tvarni predmet kojem bi se klanjali, načini im Mojsije Kovčeg Saveza, iznutra i izvana zlatom okovan, uz koji su stražarila dva zlatna kerubina, a u njemu se čuvahu ploče.
Izraelci, siti pustinjskoga života, uzeše mrmljati protiv Boga i Mojsija. Jahve na njih pošalje zmije ljutice, zbog čega im nedaće bijahu još teže. Mnogi pomriješe od zmijskoga ujeda. Kad se narod pokaja, Mojsije se pomoli Bogu da ukloni otrovnice. Bog mu reče da načini zmiju od mjedi i da je stavi na stup. Kad koga ujede ljutica, neka pogleda u mjedenu zmiju i ozdravit će. Mojsije potom izradi mjedenu zmiju i metnu je na stup u obliku slova T (tau), te se pokaza da ima čudesna svojstva.
Mojsijeva smrt (Pnz 34). Mojsije je umro u zemlji moapskoj pošto je mogao vidjeti zemlju obećanu, u koju sam nikad nije zakoračio.

## Mojsije u umjetnosti
Freske u Sikstini koje na suprotnim zidovima prikazuju životne cikluse Mojsijeve i Kristove valjalo je tumačiti u tome smislu. U drugim se kontekstima smatra prefiguracijom sv. Petra. Mojsije se obično prikazuje bijele brade i valovite kose, u patrijarškome stilu, iako je kadikad, kao momče, bez brade. Svjetlosne mu zrake, poput rogova, izbijaju s obje strane glave, ali su mu srednjovjekovni i rani renesansni umjetnici pridometnuli prave pravcate rogove. Taj način prikazivanja potječe iz upotrebe riječi cornutus u Vulgati, gdje stoji: et ignorabat que cornuta esset facies sua (Izl 34, 29-30) [što Katančić prevodi: i ne znade daje rogato lice njegovo], čime se opisuje Mojsijevo lice kad je sišao s gorja Sinaja s pločama zavjetnim, jer je iz njega, zbog razgovora s Jahvom, izbijala svjetlost. U latinskom je jeziku Jeronimova doba taj izraz mogao značiti obasjanost ili halo (svetokrug). Drugi su mu atributi štap i ploče, pogdješto ispisane brojkama 1-10 (I-X) ili izvacima iz Deset zapovijedi.
Nalazak Mojsijev; Mojsije se može vidjeti kako plovi u košarici, koju su sjevernjački umjetnici prikazivali kao plosnatu vrbovu košaru, ili je, nakon izbavljenja, okružen skupinom razdraganih žena. Renesansni umjetnici posebo venecijanski (mletački), prikazuju dvorane i poslugu svojega vremena, sa psima. Kadšto se Nil personificira na klasičan način kao riječni bog prevrnutom urnom. U toj se dogodovštini vidjela prefiguracija Bijega u Egipat, tj. bijega Svete obitelji zbog Herodova pokolja nevine dječice. Priče o junacima izloženima da umru u čedinjoj dobi, a koje je izbavio prst sudbine, javljaju se i drugdje u bliskoistočnoj i grčkoj mitologiji. Pisci su Izlaska zacijelo poznavali ranije i slično izvješće o rođenju babilonskoga kralja Sargona I., u kojem stoji da ga je majka spustila u rijeku u trščanoj košarici omazanoj paklinom. Slike što prikazuju maloga Jupitera (Zeusa) koga čuvaju Koribanti katkad su nalične "Nalasku Mojsijevu".
Gorući grm; Mojsije se prikazuje gdje kleči pred grmom, ili izuva obuću poput muslimana na svetoj zemlji. Katkad mu se pastirska kuka promeće u zmiju, čudesni znak blizine Božje. (Isto je čudo poslije ponovio Aron pred faraonom i njegovim vračarima.) Za srednjovjekovnu je Crkvu grm koji gori a dogorjeti ne može bio znamen Djevice Marije koja jest rodila Krista, ali joj je djevičanstvo netaknutim ostalo. U jednome se tipu, bizantskoga postanja, vidi gdje na prijestolju sjedi posred njegova ognja.
Pasha i pokolj prvorođenaca; Pasha, premda ostaje jedna od glavnih svetkovina judaizma, duguje mjesto u umjetnosti kršćanskom naziranju daje ona prefiguracija Posljednje večere. Sudionici se prikazuju kako stoje oko stola na kojem je janje, spremni za put, ili kako tovare deve i magarad prije polaska. Prizori smrti sinova prvenaca obuhvaćaju u pozadini i pomor blaga (stoke) koje je slično bilo zatrto.
Prijelaz preko Crvenoga mora; Vide se faraon i njegova vojska kako se u metežu tope dok se konji i jahači otimlju valovlju. Točkovi kola posvuda plutaju, jer im ih je Bog, da bi ih sabio u veći škripac, još prije poskidao. Stup može poprimiti oblik klasičnoga stupa i može ga pratiti anđeo. Prešavši, Izraelci još u zavežljajima na glavi nose imovinu, poput seljaka; ili se među sobom grle, ili pak kleče u znak zahvalnosti. Rana je Crkva tumačila taj događaj kao znamen kršćanskoga krštenja.
Skupljanje mane; Kako se govorilo da mana pada na zemlju kao rosa, Izraelci se kadikad prikazuju kako je hvataju u košare kao da dolazi s neba. Inače je kupe po tlu u razne posude. Ta se tema držala prefiguracijom Krista koji je nahranio mnoštvo, ili pak Euharistije. Josip Flavije mislio je da je mana nekakav jestiv lišaj, ili medljika, ali se danas uzima daje izlučina nekih kukaca.
Mojsije dobavlja vodu iz pećine; Starješine koje prate Mojsija do pećine ponekad se prikazuju uzdignutih ruku u znak zahvalnosti, dok puk pije ili nalijeva suđe. Česta tema umjetnosti za cijeloga postojanja kršćanstva: u njoj se vidio znamen duhovnoga osvježenja koje pribavlja čovjek Crkve.
Primanje Božjih zapovjedi; Premda se, po Izlasku, na Sinaju čuo samo Božji glas, i to kroz dim i vatru, ipak se često prikazuje i njegov lik. Mojsije kleči da primi ploče. Pod njim je kip zlatnoga teleta koji stoji na postolju ili na žrtveniku, katkada okićen vijencima, a Izraelci sprijeda kleče ili plešu dok ih Aron doziva. U jednu se sliku može uključiti nekoliko epizoda, ili se mogu prikazati u ciklusu, ili pak kao odjelite teme.
Kroz nekoliko slika Mojsija je likovno obradio i Marc Chagall.

## Mojsije u filmovima i pop kulturi
- najpoznatiji prikaz Mojsijeva života je u filmu Deset zapovijedi iz 1956. od Cecila B. DeMillea a glumi ga Charlton Heston.
- film Smiješna strana povijesti prikazuje lik Mojsija kako mu ispada jedna od tri ploče (kako ih navodi taj film) glumi ga Mel Brooks
- američka TV mini-serija "Mojsije" (1996.) se bavi Mojsijevim životom, glumi ga Ben Kingsley
- Princ od Egipta je DreamWorksov animirani film o Mojsijevu životu, glas mu daje Val Kilmer